# Romina Basso
Romina Basso (Gorizia) és una mezzosoprano italiana amb una abundant discografia de música barroca.

## Biografia
Nascuda a Gorizia, Romina Basso va començar els seus estudis a l'Institut de Música, amb Elena Lipizer i Cecilia Seghizzi. Més tard es va graduar en cant al conservatori Benedetto Marcello de Venècia. L'any 2000 es va graduar a la Universitat de Trieste en història de la música amb una tesi sobre Augusto Cesare Seghizzi, un músic de Gorizia. La tesi va ser publicada l'any següent per la província de Gorizia. També ha participat en classes magistrals dirigides, entre d'altres, per Peter Maag, Rockwell Blake i Claudio Desderi.
Inicialment els seus interessos es van dirigir a obres compostes entre els segles XIX i XX, com ho demostra la seva participació, l'any 2003, en l'enregistrament de l'òpera Zanetto de Pietro Mascagni.
Poc després, però, va passar al repertori barroc, en el qual es va consolidar ràpidament com una de les intèrprets més originals i significatives. L'any 2007 va participar en l'enregistrament de Motezuma d'Antonio Vivaldi amb Il complesso barocco d'Alan Curtis.

## Discografia
- Porpora, Notturni
- Vivaldi, Atenaide. Modo Antiquo, Federico Maria Sardelli
- Vivaldi, Ercole sul Termodonte. Europa Galante, Fabio Biondi
- Vivaldi, Orlando Furioso. Modo Antiquo, Federico Maria Sardelli
- Vivaldi, L'Oracolo in Messenia. Europa Galante, Fabio Biondi
- Handel, Giulio Cesare in Egitto. Il Complesso Barocco, Alan Curtis
- Handel, Giulio Cesare in Egitto Orchestra di Patrasso, George Petrou
- Galuppi, música sacra. Coro e consorte Ghislieri, Giulio Prandi
- Vivaldi, Armida al campo d'Egitto. Concerto Italiano, Rinaldo Alessandrini
- Vivaldi, Nuove scoperte I. Modo Antiquo, Federico Maria Sardelli
- Handel, Cantates italianes Vol. 5. La Risonanza, Fabio Bonizzoni
- Handel, Cantates italianes Vol. 6. La Risonanza, Fabio Bonizzoni
- L'Olimpiade (Opera pasticcio). Orchestra barocca di Venezia, Markellos Chryssicos
- Galuppi, L'Olimpiade. Orchestra barocca di Venezia, Andrea Marcon
- Mascagni, Zanetto